# طزرجان
طزرجان روستایی در دهستان شیرکوه بخش مرکزی شهرستان تفت استان یزد ایران است و یکی از مناطق خوش آب و هوای استان یزد است که علاوه برداشتن آثار باستانی و تاریخی، از جاذبه‌های خاص اکوتوریستی نیز برخوردار است.
این روستا در کف دره‌ای گسترده واقع شده‌است و هر ساله پذیرای هزاران نفر است که از دل کویر به ییلاق می‌روند. این روستا در مجاورت روستاهای هنزا، بنادک سادات و ده بالا قرار دارد.

## وجه تسمیه
نام کنونی روستای «طزرجان» نامی است معرّب که شاید پس از چیرگی اعراب بر ایران، دگرگونه گشته و به ریخت کنونی درآمده؛ چونان: طابران و طَبرِس و طبرستان و طبس و طزنج و طوس و طهران یا هم چون: گوزگان، گرگان، آذرآبادگان یا آذربایگان و مهرنگان (در شهرستان فلاورجان) و غیره بوده که بعدها به معرّب شده و به ریختِ جوزجان، جرجان، آذربایجان و مهرنجان درآمده است.
از این رو شاید نام کهن طزرجان، «تزرگان» بوده باشد هم چنان‌که اکنون بسیاری شهرها با پسوند «جان» و شهرهایی با پسوند «گان» وجود دارند مانند: شادگان، گلپایگان، سمنگان و ….
روشن است که نام کنونی‌اش، یعنی «طزرجان» نامی است معرّب که شاید پس از چیرگی اعراب بر ایران، دگرگونه گشته و به ریخت کنونی درآمده؛ چونان: طابران و طَبرِس و طبرستان و طبس و طزنج و طوس و طهران یا هم چون: گوزگان، گرگان، آذرآبادگان یا آذربایگان و مهرنگان (در شهرستان فلاورجان) و غیره بوده که بعدها به معرّب شده و به ریختِ جوزجان، جرجان، آذربایجان و مهرنجان درآمده است.
ازین رو شاید نام کهن طزرجان، «تزرگان» بوده باشد هم چنان‌که اکنون بسیاری شهرها با پسوند «جان» و شهرهایی با پسوند «گان» وجود دارند مانند: شادگان، گلپایگان، سمنگان و ….

## جمعیت
بر پایه سرشماری عمومی نفوس و مسکن در سال ۱۳۹۵ جمعیت این روستا ۳۵۵ نفر (۱۲۹خانوار) بوده‌است.

## جغرافیا
تزرجان، روستایی است سرسبز با باغستان‌های انبوهی از درختان گردو، بادام، سیب گلاب، گیلاس، آلبالو و زردآلو و شفتالو که تابستانی خوش را برای تمامیِ باشندگان روستا و کوچندگان یزد به ارمغان می‌آورد. روزهای گرم تابستان یزد را پناهگاهی خنک چون تزرجان می‌طلبد که بتوان چندی از تابستان را در آن اتراق کرد.
هنوز بوی خوشِ عطر و گلاب و عرق‌های گیاهی کوهساران این روستا در کوچه‌پس‌کوچه‌های بازار و مطبخ و تالار خانه‌های یزد جاری است.
آبادی طزرجان خود مرکز دهستان شیرکوه در شهرستان تفت می‌باشد که این آبادی دارای محله‌هایی به نام‌های کلانتری، ترکی، حاجی حسینی، سرباغشاه، علی، سرخیم، تل عاشقون، پای توت سیاه، پاکوچه و حسین‌آباد و مزارع موقت تل زرد، مهدی‌آباد بالا و پایین، دوازده امام، آقا طاهر، افضل‌آبادی، نصیری، دولت‌آباد، حجت آباد، علی وابسته به این آبادی هستند.
کوهستان برفخانه و طزرجان در استان یزد بخش تفت و در جنوب شرقی قله شیرکوه قرار دارد.
میوه اصیل این روستا سیب گلاب طزرجان است که میان روستاییان و مردم یزد مشهور و پرطرفدار است.
تزرجان، چهارفصلی دارد زیبا؛ بهارانی با عطر خوش شکوفه‌های بیدمشک و سیب گلابی که مستت می‌کند؛ تابستانی با باغ‌ها و مزارع زیبا و سرسبز فرح‌بخش و دلگشا و بوی خوش گل محمّدی؛ پاییزانی با نقاشی زیبای طبیعت و ترکیب رنگ‌های زرد و نارنجی و طلایی خوش‌رنگ که شوق قدم زدن در هوای پاک و دوشیزهٔ آن روح را می‌نوازد و سرانجام زمستانی با خواب خوش روستا بر بالش سپیدفام شیرکوه.
قنات‌هایی دارد پرآب و چشمه‌سارانی زلال با آبی گوارا و رودهایی که درختان سپیدارش را و چنار یکی‌دوهزارساله‌اش را سیراب می‌کند و همگی سر در دامن برفخانه دارند که چون مادری مهربان دست نوازش بر سر این روستا می‌کشد.
سال‌ها قبل از این که بشر به تکنولوژی تولید یخ از آب برسد، مردمان منطقه یزد برای خنک کردن آب در گرمای تابستان با استفاده از قاطرچیان با بریدن قطعات یخ از منطقه برفخانه و جهت جلوگیری از آب شدن با قرار دادن آن‌ها در میان کاه، این قطعات را به پایین حمل می‌کردند.

## آثار تاریخی
از آثار توریستی تاریخی این روستا مسجد جامع با سر ستونهای چوبی با قدمت حدود ۶ سال است. همچنین چناری با قطر بیش از ۱/۵ متر چشم‌اندازی زیبا به مرکز روستا داده‌است.